# ایگور رومیشوسکی
ایگور رومیشوسکی (انگلیسی: Igor Romishevsky; ۲۵ مارس ۱۹۴۰ – ۲۸ سپتامبر ۲۰۱۳) بازیکن هاکی روی یخ اهل اتحاد جماهیر شوروی سوسیالیستی بود.
وی همچنین برندهٔ جوایزی همچون نشان دوستی شده‌است.